# Sublimation fractionnée
La sublimation fractionnée est un procédé de séparation qui sépare les composants d'un mélange solide en plusieurs fractions grâce à plusieurs étapes de sublimation - condensation solide. 
La sublimation est provoquée par des changements de température ou de pression (vide) dans un appareil de sublimation.
Le mélange de substances à séparer est chauffé sous pression réduite dans une première chambre. Parfois, un gaz inerte est introduit pour favoriser le transfert de masse. Dans une deuxième ou une troisième chambre, la température est plus basse que dans la première chambre, de sorte que les fractions sublimées peuvent y être obtenue sous forme de solide par condensation. Le procédé peut être répété plusieurs fois de suite pour augmenter la pureté des substances récupérées.
Le procédé est utilisé en génie chimique non seulement pour la production de substances chimiquement très pures ou pour le traitement des déchets, mais aussi comme méthode d'analyse chimique.